# Aaptos suberitoides
Aaptos suberitoides là một loài động vật thân lỗ thuộc họ Suberitidae. Loài này được mô tả năm 1934.